# Кочубеївка (Каховський район)
Кочубе́ївка (в минулому — Нейкрон або Ней Крон) — село в Україні, у Горностаївському районі Херсонської області. Населення становить 80 осіб.

## Історія
Станом на 1886 рік у колонії німців мешкало 69 осіб, налічувався 11 дворів, існували молитовний будинок та школа.
7 (20) листопада 1917 року, відповідно до Третього Універсалу Української Центральної Ради, увійшло до складу Української Народної Республіки.
У лютому 2022 року село тимчасово окуповане російськими військами під час російсько-української війни.

## Населення
Згідно з переписом УРСР 1989 року чисельність наявного населення села становила 80 осіб, з яких 39 чоловіків та 41 жінка.
За переписом населення України 2001 року в селі мешкало 80 осіб.

### Мова
Розподіл населення за рідною мовою за даними перепису 2001 року:
| Мова       | Відсоток |
| ---------- | -------- |
| українська | 88,75 %  |
| російська  | 10,00 %  |
| інші       | 1,25 %   |